# Pomeránia
Pomeránia (németül és svédül Pommern, lengyelül Pomorze, kasubul Pòmòrskô, latinul Pomerania, jelentése: tengermellék) történelmi régió a mai Lengyelország és Németország északi területén, a Balti-tenger déli partján,  a Reknitz, Odera és Visztula torkolatánál.

## Földrajza

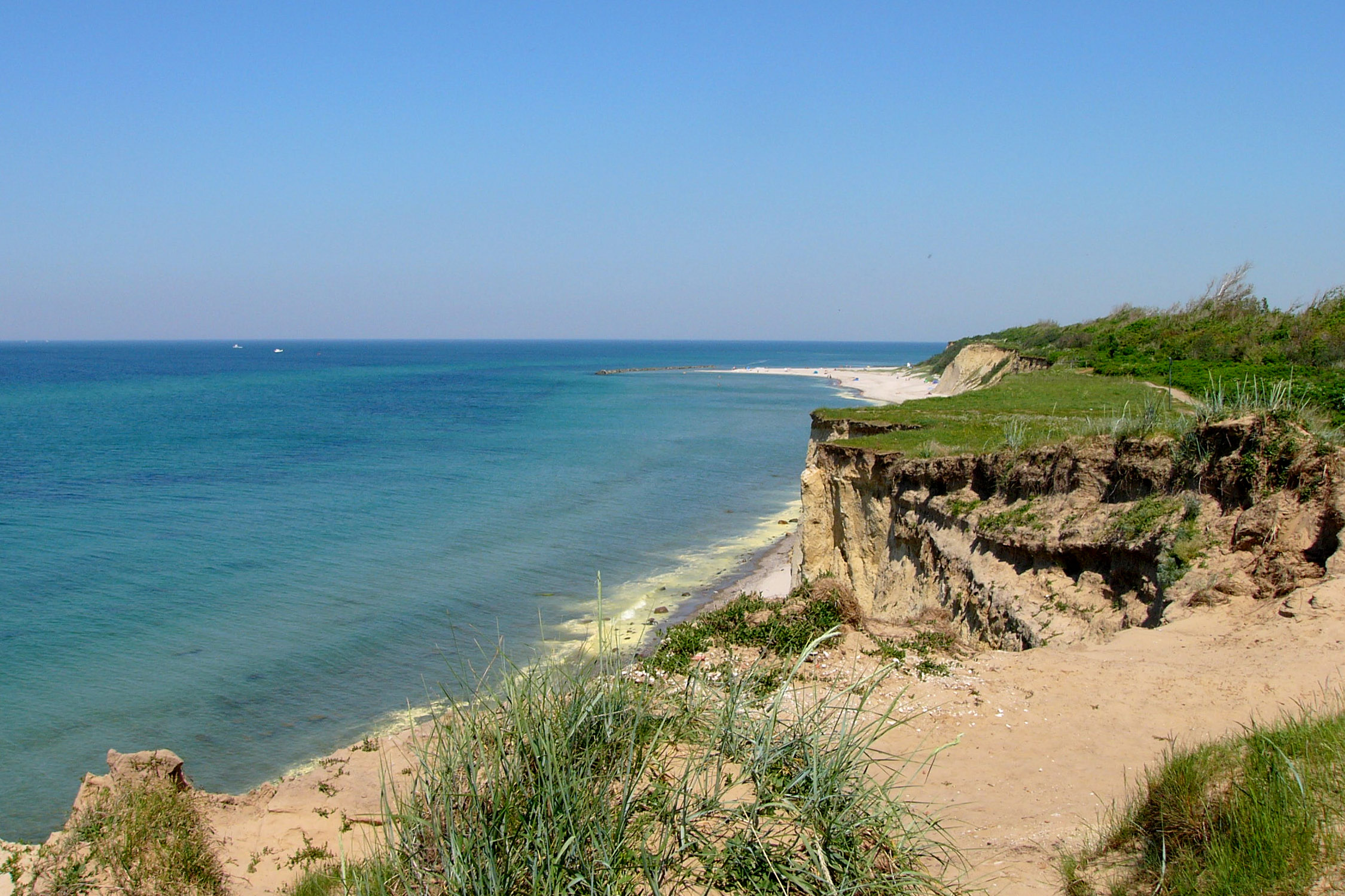
A Balti-tenger partja Darß közelében

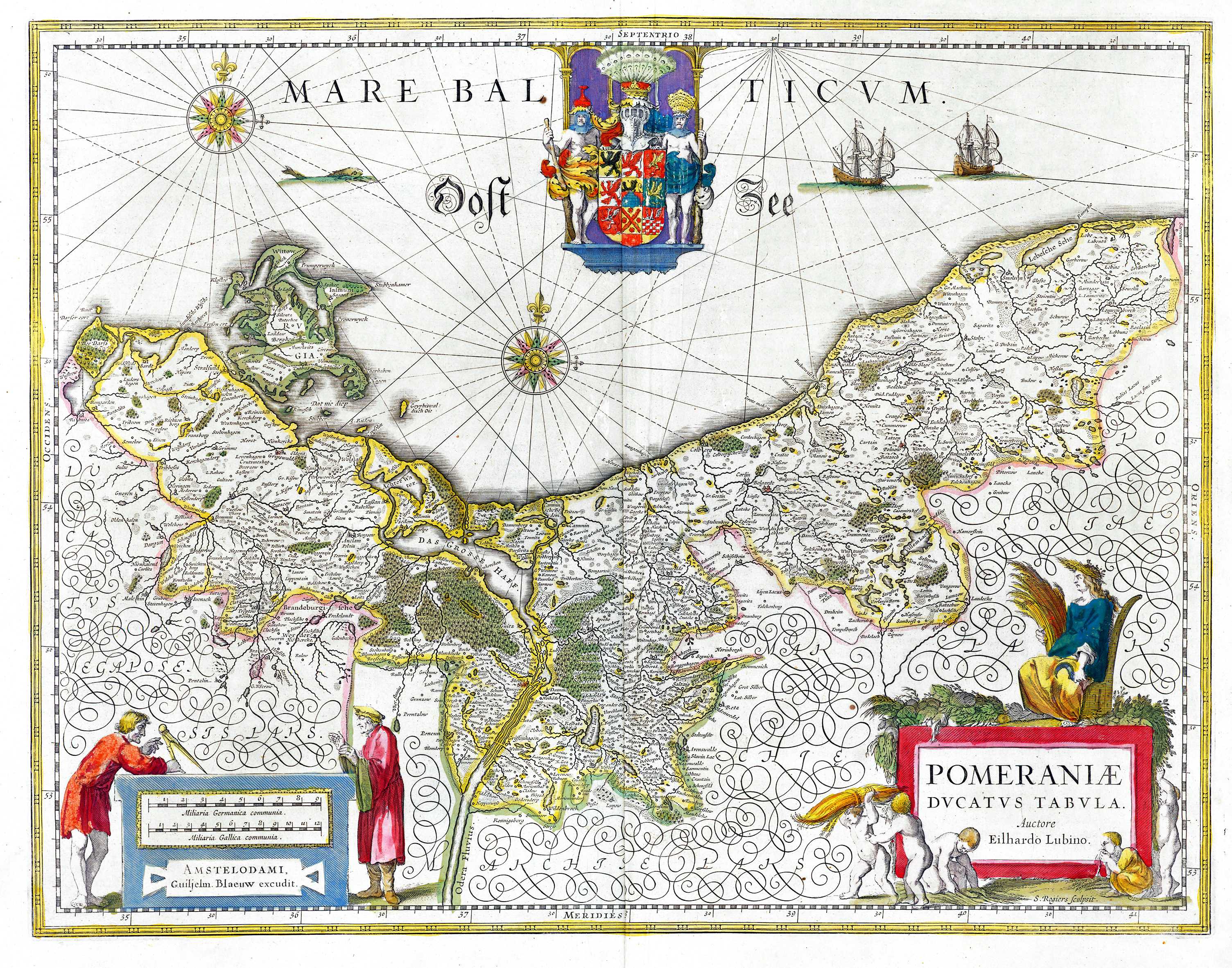
A Pomerániai Hercegség térképe a 17. században

Pomeránia Lengyelország és Németország északi területeinek nagy részét foglalja el. Az alábbi részekből áll: Elő-Pomeránia (németül Vorpommern), Rügen szigete, Szczecini-tengerpart, Koszalini-tengerpart, Gdański-Pomeránia, Kasubföld és Pomerániai-tóvidék. A terület határai: nyugaton a Reknitz, keleten a Visztula délről a Warta és Noteć folyók vonala.
Pomeránia nagyobbik része Lengyelország határain belül helyezkedik el a Nyugat-pomerániai, és a Pomerániai vajdaság területén. Kisebb részei átnyúlnak a Nagy-lengyelországi és Lubusi vajdaságba. Német oldalon van Elő-Pomeránia. Ennek egésze a Mecklenburg-Elő-Pomeránia tartomány területére esik. Ez a felosztás a második világháborút befejező három konferencián (teheráni, jaltai és potsdami) alakult ki.
Pomerániában általános a morénás tájkép, sok természetes tó tarkítja. Jellegzetesek a rövid, közvetlenül a tengerbe ömlő folyók, mint a Parsęta, Rega, Słupia, Łeba vagy Peene, valamint nagy, sekélyvizű tavak, mint a Łebsko és a Gardno. Egész Pomeránia a Balti-tenger vízgyűjtőjében helyezkedik el. A folyókon, főleg a Słupia folyón víztározók vannak. Közülük legnagyobb a Strzegomino és a Głębokie. Energetikai célokra szintén felhasználják a természetes tavakat: a Kwiecko-tavat Żydowo környékén és a Żarnowieckie-tavat. Az ezekből a tározókból származó víz szivattyús-tározós vízerőművet működtet.

### Települések

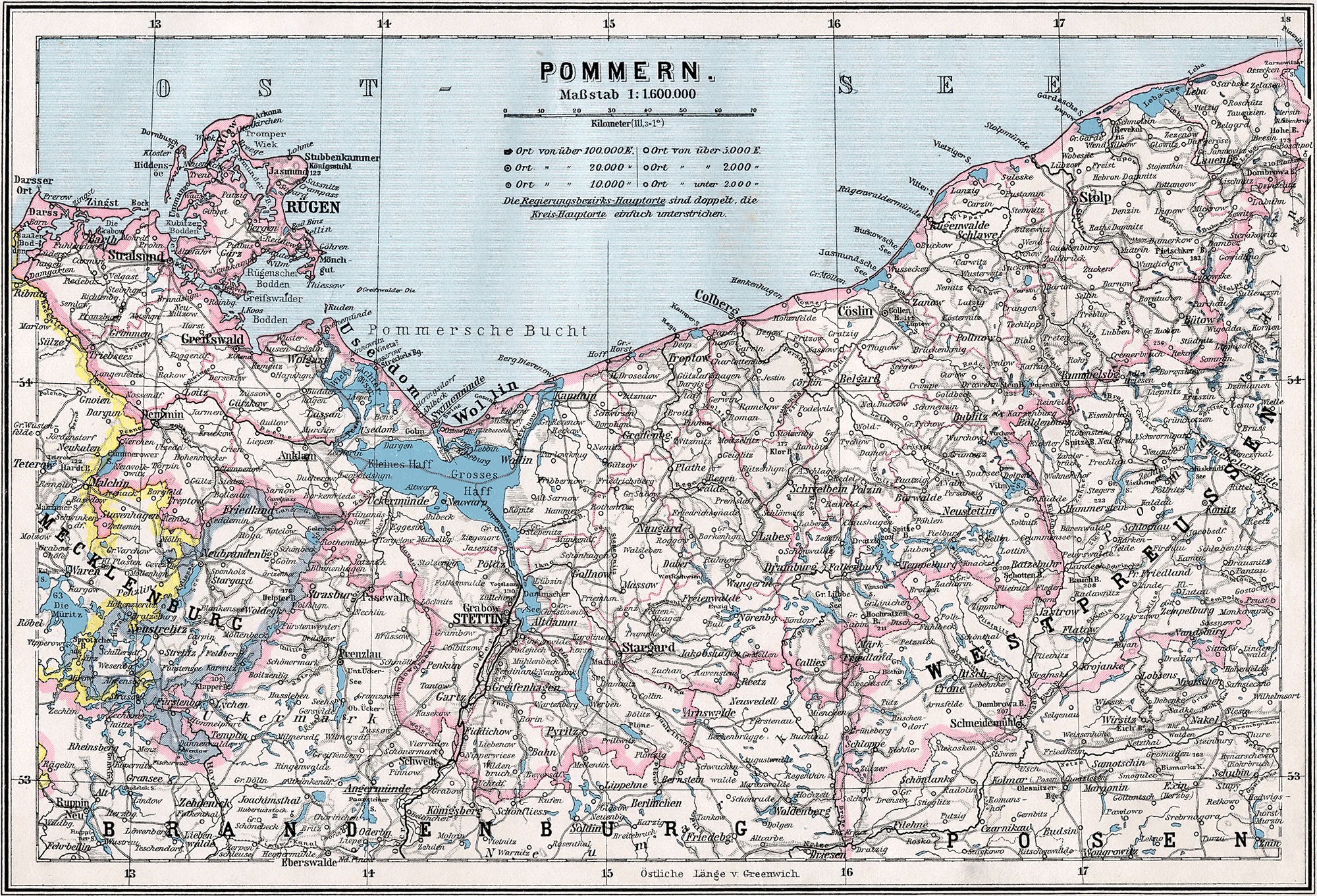
Pomeránia porosz tartomány térképe (1905)

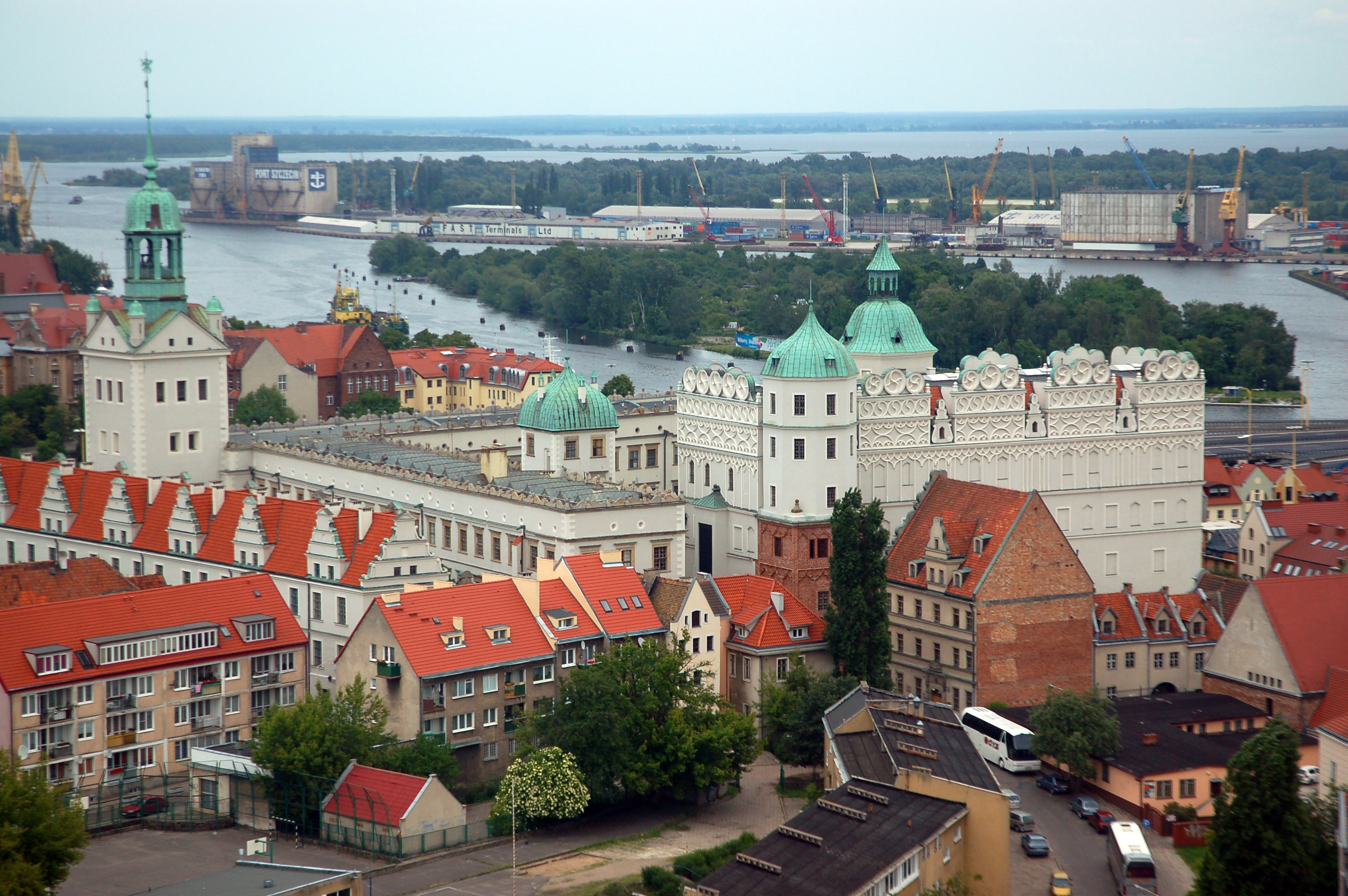
A szczecini kastély

A legnagyobb városok és 1999-es népességük:
Lengyelországban:
- Hármasváros konurbáció:
  - Gdańsk (németül Danzig), 458 988 fő (1905-ben: 159 685 fő)
  - Gdynia (Gdingen), 253 521 fő
  - Sopot (Zoppot), 46 000 fő
- Szczecin (Stettin), 416 988 (1905-ben: 224 078 fő)
- Bydgoszcz (Bromberg), 386 855
- Toruń (Thorn), 206 158 fő
- Włocławek (Leslau), 123 373 fő
- Koszalin (Köslin), 112 375 fő
- Słupsk (Stolp), 102 370 fő
- Grudziądz (Graudenz), 100 787 fő
- Stargard Szczeciński (Stargard in Pommern), 72 000 fő
- Tczew (Dirschau), 60 128 fő
- Kołobrzeg (Kolberg), 50 000 fő
- Świnoujście (Swinemünde), 44 000 fő
- Malbork (Marienburg), 40 135 fő
- Kwidzyn (Marienwerder), 37 936 fő
- Police (Pölitz), 34 319 fő

Németországban:
- Greifswald (lengyelül Gryfia), 52 984 fő
- Stralsund (Strzałów), 63 000 fő
- Wolgast (Wołogoszcz), 12 656 fő
- Pasewalk, 11 959 fő
- Ueckermünde, 10 545 fő
- Barth, 9 272 fő

Történelmi jelentőséggel bír még: Wolin, Gniew és Kamień Pomorski.

## Történelme

Pomeránia címere a 15-17. században

A középkorban Pomerániát pomerániai (kasub), valamint Elba-menti (ran, wielet, obodrzyc és más) szláv törzsek lakták.
A 8–9. századig fennállt a Pomerániai Hercegség, mely felölelte a Gdańsk környéki földeket egészen Rostockig.
Az Odera és a Visztula torkolata közötti területet a lengyel uralkodók meghódították, azonban a központi hatalom meggyengülése korában ezek a földek törekedtek a függetlenség megszerzésére. Az első, aki megszerezte az uralmat Pomeránia felett, valószínűleg I. Mieszko volt. Másodszor I. Kázmér és Ferdeszájú Boleszláv terjesztette ki uralmát. A szászok állandó nyomása eredményeképpen a 13. századra Pomeránia Oderán túli része a Német-római Birodalom határai közé került.
A feudális széttagoltság korában az Oderán inneni Pomeránia gyakorlatilag önállósodott a lengyel koronától a Gryfitek nemzetségének uralma alatt. A Gryfitek hercegsége, noha folyvást szerették volna megszerezni az Oderán túli Pomeránia egy részét is, maga is hajlamos volt a szétesésre és 1181-ben a császárság hűbéresei lettek kemény feltételekkel. Krakkóval a Gdanski Pomeránia (másként Pomerélia vagy Kelet-Pomeránia) mutatott fel szorosabb kötelékeket, amely a helyi dinasztiák uralma után I. Lokietek Ulászló uralma alá került, de csaknem azonnal 1308-ban elfoglalta a Német Lovagrend.
A 13. és a 17. század között néhány városa a Hanza-szövetség része lett.
Nagy Kázmér élete végén sikertelen kísérletet tett nyugati Pomeránia visszafoglalására, melyet unokájának Kazkonak, a słupski hercegnek akart adni. 1466-ban, a második toruńi béke után a Gdański Pomeránia ismét a lengyel király uralma alá tért vissza.
1637-ben kihalt a Gryfitek dinasztiája. 1648-ban a vesztfáliai béke eredményeképpen a pomerániai hercegség nyugati része Svéd-Pomeránia (vagy Svéd-Elő-Pomeránia) néven Rügen szigetével és az Odera torkolatával együtt Svédországhoz került, a keleti része pedig a Brandenburgi Választófejedelemséghez. A svéd területek fokozatosan átkerültek Brandenburghoz. 1720-ban Szczecin porosz fennhatóság alá került és Pommern tartomány fővárosa lett. 1772-ben Lengyelország első felosztásakor az addig lengyel Gdański Pomerániát (Gdańsk kivételével) Poroszországhoz csatolták. Az 1815-ös bécsi kongresszus egyezménye alapján Poroszország egész Pomerániát bekebelezte, az utolsó svéd területeket (Wolgast, Greifswald, Stralsund és Rugia) is megszállva.
Az 1818-as adminisztrációs reform során Pomerániát két részre osztották: Pommern-re és Westpreussen-re. Az elsőbe a szczecini, stralsundi és koszalini helytartóság tartozott, a másodikba pedig a gdański i kwidzyński.
Az első világháború után az újjászülető Lengyelország visszakapta a kettévágott Gdański Pomerániát, amely rövidesen egyik ürügyéül szolgált annak, hogy Hitler 1939-ben megtámadta az országot. A második világháború után a nagyhatalmak döntése eredményeképpen Lengyelország az Odera és Visztula közötti egész Pomerániát visszakapta. Az NDK, majd később Németország fennhatósága alatt maradt Vorpommern.